# Мобильное интернет-устройство

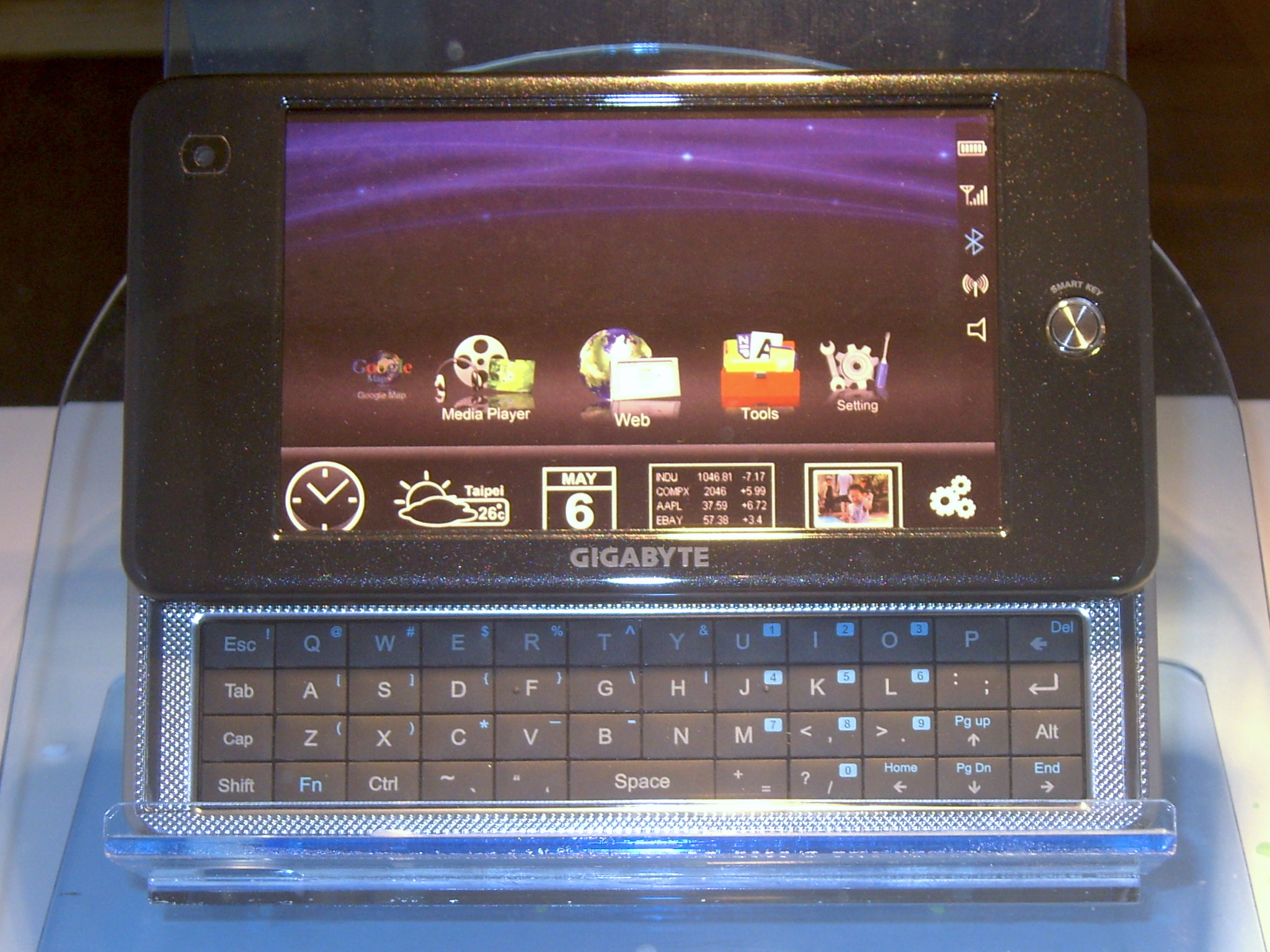
MID Gigabyte M528 на базе процессора Intel Atom Z500

Мобильное интернет-устройство (англ. Mobile Internet Device, MID) — компактные мобильные компьютеры с размером диагонали экрана 4-7 дюймов (10—17,8 см), предназначенные в первую очередь для просмотра веб-страниц и работы с веб-сервисами, развлечения и коммуникации. Кроме этого, MID может выступать в качестве спутникового навигатора или игровой консоли.
Форм-фактор у MID может быть самым различным: раскладушка, слайдер или планшет.
МИУ как отдельный класс были выделены компанией Intel из категории UMPC, включающей ранее все устройства с диагональю экрана 4-10 дюймов (10—25,4 см). Относительная размытость позиционирования позволяет отнести к мобильным интернет-устройствам существующие модели Handheld PC, некоторые КПК и коммуникаторы (например, HTC Advantage) и ряд других устройств на базе процессоров ARM (например, Nokia N810).
В январе 2010 года на IT-выставке CES 2010 был представлен аппарат LG GW990 — уникальный MID на новой энергоэффективной платформе Intel Moorestown.
Следует отметить, что примерно с середины 2010 г. на устройства типа MID фактически не ссылаются, и производство таковых не планируется. Одной из причин, возможно, следует рассматривать рыночный успех планшетов (tablets).

## Аппаратная часть
- McCaslin platform (2007)
- Menlow platform (2008)
- Moorestown platform (2010) — ожидается, что платформа будет поддерживать GPS, Bluetooth, 3G, WiMax, WiFi и мобильное телевидение.

Специально для данной категории устройств компанией Intel были разработаны специальные энергоэффективные x86-совместимые процессоры Intel Atom (на 45-нм ядре Silverthorne, серия Z5XX) с тепловыделением менее 2,5 Вт.

## Операционная система
МИУ работает на различных версиях ОС Linux с поддержкой ввода стилусом или пальцами.
В частности, Intel финансировала разработку ОС Moblin (ОС на базе Linux) — и предлагала её в качестве основной ОС для MID-устройств. В феврале 2010 г. Intel и Nokia объявили о совместном проекте MeeGo, явившимся продолжением разработки Moblin.